# Нукулаелае
Нукулаелае (Nukulaelae) — атол і один з дев'яти адміністративних округів Тувалу.
Розташований в південній частині  архіпелагу Тувалу. Складається з 15 острівців (або моту):
| - Асіа - Аулу - Фангауа - Фенуалаго - Фетуатасі | - Калілаїа - Кавуту - Мотала - Мотуалама - Мотукатулі | - Мотукатулі-Фолікі - Мулітеатуа - Ніуоко - Тапуаелані - Теафатуле | - Теафуафату - Темотулото - Темотутафа - Туілото |

За місцевими легендами Нукулаелае був заселений жителями острова Ваїтупу. У 1821 острів відкрив американець Джордж Барретт (англ. George Barrett), який назвав його островом Мітчелл (англ. Mitchell Island) на честь власника корабля на ім'я Аарон Мітчелл (англ. Aaron Mitchell). У 1863 дві третини всього населення Нукулаелае було взято в полон перуанськими работорговцями, які перевезли захоплених жителів у Перу на острови Чінча.
У 2002 чисельність населення Нуї становила 393 осіб. Головне поселення — село Фангауа.